# 스코치보닛고추
스코치보닛고추(영어: Scotch bonnet peppers)는 재배종 고추이다. 열매가 "스코치 보닛(→스코틀랜드식 모자)"이라고도 불리는 탬오섄터를 닮았다. 아주 매운 중국고추(Capsicum chinense)의 재배종으로, 스코빌 지수가 100,000~350,000(SHU)에 달한다. 카리브 요리에 흔히 쓰인다.

## 사진 갤러리

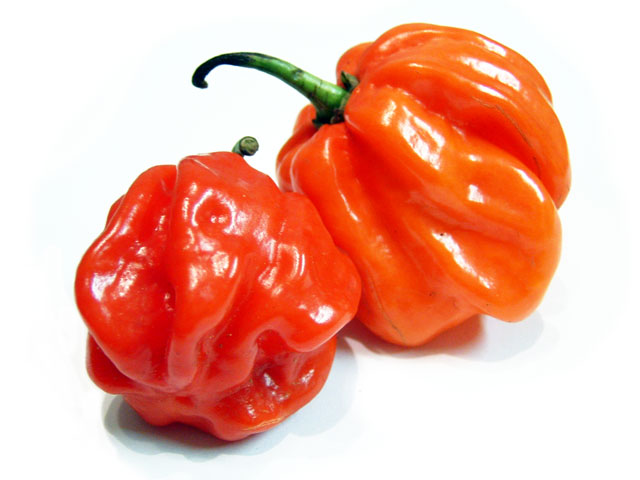
스코치보닛고추

## 같이 보기
- 카리브 요리